# Гольдмарк, Карл

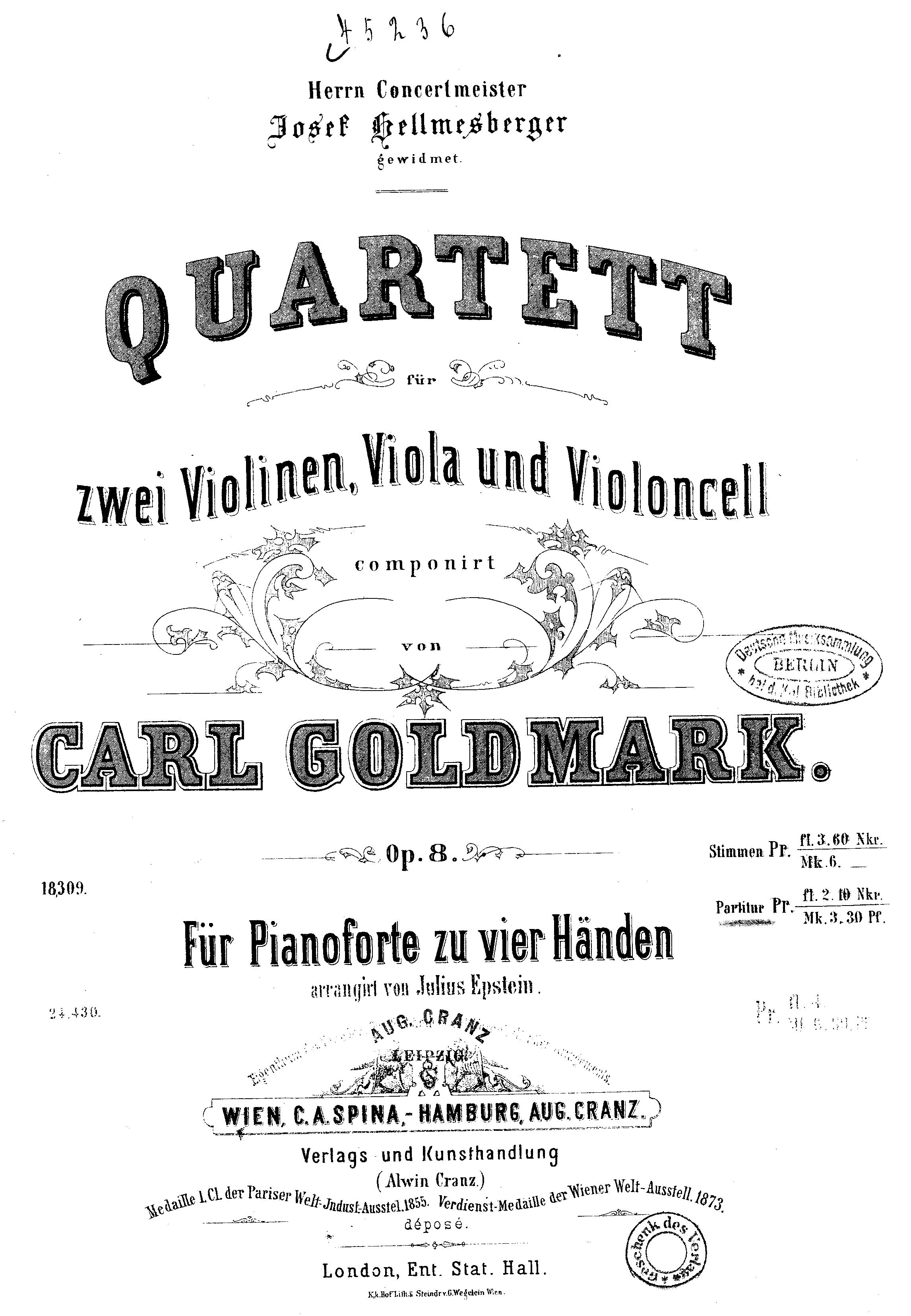

Карл Гольдмарк (нем. Karl Goldmark, венг. Goldmark Károly; 18 мая 1830, Кестхей — 2 января 1915, Вена) — австрийский и венгерский композитор, музыкальный педагог и скрипач.

## Биография
Карл Гольдмарк родился в семье кантора (певца  в  синагоге) в небольшом венгерском городке Кестхей на озере Балатон. В 1834 году его семья переехала в Дойчкройц в Бургенланде (ныне Австрия), где жила  в бедности. В 11 лет Карл начал учиться игре на скрипке, на протяжении трёх лет занимался в музыкальной школе в городе Шопрон. В 14 лет он приехал в Вену, полтора года занимался под руководством Леопольда Янсы, далее предполагал поступить в Венскую консерваторию, но этому помешали революционные события 1848 года, а также недостаток денег. С 18 лет Гольдмарк начал выступать как скрипач, много лет служил скрипачом в Карловом театре Вены, где изучал также игру на фортепиано, однако как композитор остался самоучкой. В 1863 году Гольдмарк получает от министерства образования поощрительную стипендию по музыке.
В 1858 году Гольдмарк впервые выступил с исполнением музыкальных произведений собственного сочинения. В начале 1860-х годов он играл в составе струнного квартета, благодаря чему познакомился с Иоганнесом Брамсом, который затем стал его близким другом (несмотря на имевшие место расхождения) . Вместе с Брамсом Гольдмарк совершил путешествие по Италии, посетил Баден и Клостернойбург. Кроме Брамса, композитор был близко знаком и с семьёй Иоганна Штрауса (младшего), работал совместно с Густавом Малером, дирижировавшим премьерами трёх опер Гольдмарка (Домик у кузницы (1896), Военнопленные (1899) и в новой постановке «Царицы Савской» (1901)). Впрочем, отношения между Малером и Гольдмарком были довольно натянутые после того, как последний в составе комиссии венского Общества друзей музыки в 1881 году присудил Бетховенскую премию, на которую претендовал Малер, его консерваторскому учителю Роберту Фуксу.
Первый успех к Гольдмарку как к композитору пришёл в 1865 году с увертюрой «Сакунтала», исполненной на 4-м филармоническом концерте сезона 1865—1866 годов. Наиболее известным произведением композитора является созданная им в 1871 году опера «Царица Савская», шедшая на сцене Венской оперы вплоть до 1936 года. Наиболее почитаемыми Гольдмарком музыкальными сочинителями были Феликс Мендельсон, Роберт Шуман и Рихард Вагнер, с которым Гольдмарк встречался в 1860 году. Занимался педагогической деятельностью, среди учеников Гольдмарка следует назвать такого мастера, как Ян Сибелиус. Сам же Гольдмарк на рубеже XIX—XX веков считался одним из наиболее талантливых композиторов современности и был очень популярен. В Венгрии он был почётным доктором Будапештского университета и до настоящего времени считается «национальным композитором» этой страны. Похоронен на Старом еврейском кладбище Вены.
В 1925 году одна из площадей Вены была названа именем Гольдмарка. В городке Дойчкройц в 1980 году был открыт музей композитора. Племянник Гольдмарка — известный американский композитор и пианист Рубин Гольдмарк.

## Сочинения

### Оперы
- Царица Савская[вд]. Опера в 4-х актах (op.27; 1871). Либретто: Соломон Г.Мозенталь. Премьера 10 марта 1875 года, Венская опера
- Мерлин. Опера в 3-х актах. Либретто: Зигфрид Липинер. Премьера 19 ноября 1886, Венская опера
- Домик у кузницы. Опера в 3-х актах. Либретто: Альфред Вильнер. Премьера 21 марта 1896, Венская опера
- Чужак. Премьера 1897.
- Военнопленные. Опера в 2-х актах. Либретто: Эмиль Шлихт. Премьера 17 января 1899. Венская опера
- Гётц фон Берлихинген'. Опера в 5-х актах. Либретто: Альфред Вильнер. Премьера 16 декабря 1902, Будапешт, Национальная опера
- Зимняя сказка. Опера в 3-х актах. Либретто: Альфред Вильнер. Премьера 2 января 1908, Венская опера.

### Увертюры
- Сакунтала op. 13 (1865); первый большой успех[6].
- Пентесилая op. 31 (1879)
- Весной op. 36 (1887)
- Прикованный Прометей op. 38 (1889)
- Сафо op. 44 (1894)
- В Италии op. 49 (1904)

### Симфонии
- Sinfonie Nr. 1 op. 26 (Сельская свадьба, 1877)
- Sinfonie Nr. 2 Es-Dur op. 35 (1887)

### Оркестровые произведения
- Концерт для скрипки с оркестром Nr. 1 a-Moll op. 28

### Хоровая музыка
- Песня дождя op. 10
- Две пьесы для мужского хора op. 14
- Сети весны, для мужского хора, 4 рожков и фортепиано op. 15
- Штиль на море и доброго пути, для мужского хора и рожков op. 16
- Две пьесы для мужского хора op. 17
- Гимны весны, для альта, хора и оркестра op. 23
- В долине Фушер, 6 хоровых песен op. 24
- Psalm CXIII, для исполнения соло, хора и оркестра op. 40
- Две пьесы для мужского хора op. 41
- Две песни на четыре голоса и фортепиано op. 42

### Сочинения для скрипки (или виолончели) и фортепиано
- Suite für Violine und Klavier E-Dur op.11 (siehe Erstausgabe, Edition Schott)
- Suite für Violine und Klavier Es-Dur op. 43
- Sonate für Violine und Klavier op. 25
- Ballade für Violine und Klavier op. 54
- Romanze für Violine und Klavier op. 51
- Sonate für Cello und Klavier F-Dur op. 39
- Violinkonzert a-Moll op. 28 (1878)

### Сочинения для фортепиано
- Буря и натиск — 9 характерных пьес, op. 5
- 3 пьесы для фортепиано z. 4 Hdn., op. 12
- Венгерские танцы для фортепиано z. 4 Hdn., op. 22 (позднее оркестрованы композитором)
- 4 фортепианные пьесы, op. 29
- Георгины — 6 пьес для фортепиано, op. 52

### Камерная музыка
- Klaviertrios op. 4 und op. 33
- Klavierquintett B-Dur op. 30
- Klavierquintett c-Moll op. 54
- Streichquartett B-Dur op. 8 (1860)
- Streichquintett op. 9